# Сромутка
Сромутка (пол. Sromutka) — село в Польщі, у гміні Зелюв Белхатовського повіту Лодзинського воєводства.
Населення — 207 осіб (2011).
У 1975-1998 роках село належало до Пйотрковського воєводства.

## Демографія
Демографічна структура станом на 31 березня 2011 року:
|          | Загалом | Допрацездатний вік | Працездатний вік | Постпрацездатний вік |
| -------- | ------- | ------------------ | ---------------- | -------------------- |
| Чоловіки | 95      | 25                 | 60               | 10                   |
| Жінки    | 112     | 30                 | 59               | 23                   |
| Разом    | 207     | 55                 | 119              | 33                   |